# Sesostris Vitullo
Sesostris Vitullo (ou Sesostris-César Vitullo) est un sculpteur né le 6 septembre 1899 à Buenos Aires (Argentine) et mort le 16 mai 1953 dans le 14e arrondissement de Paris.

## Biographie
Il est élève à l'École des Beaux-arts de Buenos Aires et travaille aussi comme modèle pour d'autres artistes. Arrivé à Paris vers 1925, il devient l'élève du sculpteur Antoine Bourdelle et pose pour lui en tant que modèle. À partir de cette date il s'installe définitivement en France où il a un atelier au 17, rue de Gentilly, à Montrouge. 
Il pratique la taille directe sur bois, granit, pierre et marbre. Ses œuvres reprennent des références relatives à la culture sud-américaine notamment la figure du gaucho - il fait un monument à Martín Fierro, gaucho et héros du poème écrit par José Hernández - ou à l'art précolombien avec des sculptures en forme de totems et de créatures hybrides.
Il réalise des monuments en hommage à Lautréamont (1950), au Général José de San Martin (1950-1952), ou encore à Antonin Artaud (1949). En 1951, Ignacio Pirovano, le directeur du Musée national des arts décoratifs de Buenos Aires lui commande un buste d'Eva Perón, l’œuvre intitulée Eva Péron, arquetipo simbolo n'est montré au public qu'en 1997 car le buste était considéré peut-être comme trop cubiste.

## Expositions
Il expose au Salon des Tuileries (1935), au Salon des Indépendants (régulièrement depuis 1934) et au Salon d'Automne.
Expositions personnelles :
- 1945 : galerie Jeanne Bucher, Paris, 15e.
- 1952 : Musée national d'art moderne, Paris, 4e.
- 1966 : Maison d'Argentine, Paris, 14e.
- 1981 : Musée Bourdelle, Paris, 15e.

## Œuvres
La plupart des œuvres de Vitullo sont conservées dans des collections sud-américaines, certaines sont conservées en France dans les collections du Centre Pompidou, au musée des Beaux-arts de Rennes, et au musée des Beaux-arts de Dijon. La sculpture en granit gris Cœur de Gaucho (1952) est exposée au musée de la sculpture en plein air à Paris, 5e.